# 云图 (小说)
《云图》（英語：Cloud Atlas）是一部2004年出版的小说，为英国作家大卫·米切尔所写的第三本书。小说由6个嵌套的故事组成，带领读者从十九世纪遥远的南太平洋一直到一个遥远的、后世界末日的未来。该书曾获得英国图书奖文学小说奖和Richard & Judy书籍年度奖，也曾入围2004年布克奖、星云奖最佳长篇和亚瑟·C·克拉克奖以及其他奖项。

## 相关阅读
- Dillon, S. ed. (2011) David Mitchell: Critical Essays (Kent: Gylphi)